# George de Relwyskow

George Frederick William de Relwyskow (18 de junio de 1887 - 9 de noviembre de 1943) fue un luchador del deporte británico que compitió en los Juegos Olímpicos de 1908.

## Biografía
Nacido en Kensington, en 1887, hijo de inmigrantes rusos blancos, de Relwyskow asumió la lucha libre como un medio para mantenerse en forma mientras estudiaba en la formación de Londres como artista y diseñador. En 1907 había ganado treinta y cinco concursos en Gran Bretaña y ganó el campeonato aficionado inglés en el peso ligero y mediano en 1907 y 1908. Debido a su éxito, seleccionada para representar a Gran Bretaña en los Juegos Olímpicos de 1908 en Londres.
Al estallar la Primera Guerra Mundial de Relwyskow volvió a Gran Bretaña desde América del Sur donde se encontraba en una gira de lucha libre para alistarse en el ejército. Se desempeñó como entrenador de gimnasia y bayoneta de incendios, y sirvió durante un período con la infantería australiana. En Francia se entrenó con soldados en el uso de combate sin armas. En octubre de 1918 de Relwyskow se basó en Aldershot como Royal Army Corps instructor entrenamiento físico en el sistema Ejército de la lucha libre, un sistema que él creó. En 1924 fue nombrado entrenador del equipo británico de los Juegos Olímpicos en los Juegos Olímpicos de 1924 en París.
Se alistó de nuevo en el comienzo de la Segunda Guerra Mundial y sirvió como instructor en combate sin armas y matanza silenciosa con el Ejecutivo de Operaciones Especiales (SOE). Después de servir durante un período como instructor en la Escuela de SOE en Canadá - la Escuela de Capacitación Especial (STS) 103 (que también era conocido como "Camp X"), de Relwyskow volvió a Gran Bretaña antes de ser enviado al Lejano Oriente. Él murió en acción en noviembre de 1943 mientras servía en Birmania. Dejó una esposa, Clara, y su hijo, George, quien inició su carrera en la lucha libre, tanto antes como después de la Segunda Guerra Mundial.
George de Relwyskow era el más joven ganador de una medalla de oro olímpica para la lucha libre, un disco que era estar de pie durante casi setenta años hasta los 20 años de edad, como el ruso Suren Nalbandyan, que ganó el título de peso ligero grecorromano en 1976.